# Bouxurulles
Bouxurulles is een gemeente in het Franse departement Vosges (regio Grand Est) en telt 153 inwoners (2004). De plaats maakt deel uit van het arrondissement Épinal.

## Geografie
De oppervlakte van Bouxurulles bedraagt 6,5 km², de bevolkingsdichtheid is 23,5 inwoners per km².
De onderstaande kaart toont de ligging van Bouxurulles met de belangrijkste infrastructuur en aangrenzende gemeenten.

## Demografie
Onderstaande figuur toont het verloop van het inwonertal (bron: INSEE-tellingen).